# Albert Lamborelle
Albert Lamborelle (Lokeren, 9 oktober 1872 - aldaar, 7 november 1953) was een Belgisch geneesheer en politicus voor de Liberale Partij.

## Levensloop
Lamborelle groeide op in een gezin met drie zonen. Zijn vader was regent aan de Stadsmiddelbare School van Lokeren.
Omstreeks de jaren 20 werd Lamborelle politiek actief als gemeenteraadslid te Lokeren. Na de Tweede Wereldoorlog volgde hij de katholiek Louis Van de Walle op als dienstdoend burgemeester. Zelf werd hij na de gemeenteraadsverkiezingen van 1946 opgevolgd door de katholiek Prosper Thuysbaert.
Zijn broer Paul was ook politiek actief.